# Tamar Gourieli (morte en 1742)
Pour les articles homonymes, voir Tamar Gourieli.
Titres
Reine consort d'Iméréthie
1716 – 27 février 1720
(4 ans)
Princesse consort de Mingrélie
1710 – 1714
(4 ans)
Tamar Gourieli (en géorgien : თამარ გურიელი ; morte en 1742) est une princesse géorgienne du XVIIIe siècle qui, grâce à son mariage avec le roi Georges VII, devient reine d'Iméréthie pendant quatre ans alors que l'Iméréthie est en pleine guerre civile. Née au sein de la puissante famille Gourieli, elle est aussi la femme du prince Georges IV de Mingrélie, mais elle reste surtout connue en tant que la dernière des « femmes fatales » d'Iméréthie, un titre donné par l'historien Donald Rayfield pour définir les reines de Géorgie occidentale dont les ambitions mènent à de nombreuses guerres civiles depuis 1660.
La reine Tamar reste connue dans l'histoire en tant que Kortchibola (« Chevilles de cristal »).

## Biographie
Tamar Gourieli naît probablement vers 1698, à la suite du premier mariage du prince Mamia III de Gourie et d'Hélène Abachidzé. Fille aînée du couple, Tamar est rapidement utilisée comme intermédiaire pour forger une puissante alliance entre le Gourie et la principauté voisine de Mingrélie contre la couronne centrale du royaume d'Iméréthie. En effet, elle épouse le prince Georges IV Dadiani dès 1710, en pleine adolescence, et ce mariage pousse le prince à rejoindre une révolte contre le roi Georges VII d'Iméréthie.
Toutefois, la famille princière de Mingrélie s'oppose à l'union de Tamar et du prince Georges IV. Le gouvernement central à Koutaïssi finance alors une révolte du fils cadet de Georges IV, Béjan Dadiani, qui parvient à renverser son père en 1714 et force son divorce avec Tamar. Georges IV doit alors reprendre comme épouse la mère de Béjan, Sevdia Mikeladzé, tandis que Tamar quitte la Mingrélie et retourne probablement en Gourie, qui est dirigée par son frère, Georges Gourieli, depuis la mort de leur père la même année. En 1716, la princesse Tamar, qui est alors connue à travers la communauté noble pour sa beauté et est surnommée Kortchibola (« Chevilles de cristal »), épouse à Akhaltsikhé le roi Georges VII d'Iméréthie, l'ennemi de son premier mari, lors d'une union protégée par le pacha ottoman local.
La souveraineté effective du couple royal reste brève. En effet, tandis que le pacha d'Akhaltsikhé soutient alors le roi Georges VII, le gouverneur ottoman de la province voisine d'Erzurum se met en désaccord sur ce choix et le roi Georges et Tamar sont alors envoyés à Constantinople pour pouvoir recevoir l'approbation de la Sublime Porte. Durant cette période, l'Iméréthie tombe dans le chaos alors que les nobles profitent de l'exil temporaire du couple royal pour ravager les domaines de la Couronne. Durant leur séjour dans l'Empire ottoman, Tamar donne naissance à deux enfants.
Tamar rentre en Iméréthie avec son mari en 1719, mais celui-ci est assassiné un an plus tard et est remplacé par le frère de Tamar, Georges Gourieli, qui est rapidement renversé par Alexandre V, le beau-fils de la reine et fils aîné de Georges VII. Le nouveau roi s'engage dans une campagne d'unité et met un terme aux rébellions nobiliaires en s'alliant avec la Mingrélie et en soudoyant les petits nobles, tandis que Tamar continue l'instigation historique de la famille Gourieli contre le pouvoir central et quitte Koutaïssi avec l'évêque Gavril Ier de Tchqondidi pour continuer la déstabilisation du royaume à partir d'Akhaltstikhé. 
Toutefois, le pacha ottoman d'Akhaltsikhé Ishak Jakéli refuse de s'allier avec Tamar et capture l'ancienne reine, avant de la livrer au prince Béjan de Mingrélie, son ancien beau-fils. Le sort de Tamar est alors méconnu mais elle réapparait en 1741 lorsque le nouveau pacha d'Akhaltsikhé, Youssouf III Jakéli, renverse temporairement Alexandre V et place George IX, le fils de Tamar et Georges VII, sur le trône. Ce règne demeure court et Alexandre V reprend le pouvoir la même année, mais il accuse son ancienne belle-mère d'être derrière les conspirations contre son royaume. En 1742, il fait décapiter Tamar et met un terme aux guerres civiles qui ravagent l'Iméréthie depuis les années 1660.

## Famille
Tamar Gourieli épouse le prince Georges IV de Mingrélie en 1710. Sans avoir d'enfant, le couple divorce en 1714 et Tamar épouse le roi Georges VII d'Iméréthie. Ensemble, le couple a deux enfants :
- Georges Bagration (né en 1718), roi d'Iméréthie en 1741 et 1752 ;
- Anne Bagration, qui épouse Zaal Chirvachidze, prince de Sadjavakho et Sourebi.

### Note
1. ↑  Mamia III de Gourie épouse sa première femme en 1698. Il est remarié en 1711, l'année du premier mariage de Tamar.